# Jacome Vaccaro
Jacome Baccaro
Baccaro, Jácome. Génova (Italia), c. 1735 – Jerez de la Frontera (Cádiz), 12.XI.1801. Escultor y retablista.
Su llegada a Jerez se fecha en torno a 1746, atraído posiblemente por la bonanza económica que comienza a resurgir en la ciudad, sobre todo en la segunda mitad de siglo. De esta forma, se suma a un considerable grupo de italianos residentes en la ciudad, algunas de cuyas familias le dieron acogida en los primeros años de su estancia. En 1758 contrae matrimonio con Margarita de la Rosa, fruto del cual nacieron doce hijos, muriendo siete de ellos durante la infancia. De los cinco restantes, sólo uno era varón, Pedro, quien aparece trabajando como tallista.
Baccaro se adaptó a la estética imperante en la Andalucía de la época: predilección por la madera tallada y policromada para las esculturas y los retablos —aunque también trabajó el mármol y la piedra—, así como una continuidad de las formas barrocas, aunque con cierta evolución al neoclasicismo. A falta aún por descubrir parte de su producción, su principal obra documentada se halla en la catedral de Jerez de la Frontera, antigua colegial, cuyas obras abarcaron gran parte del setecientos.
El Señor del Ecce-Homo de Jerez de la Frontera es obra Jácome Vaccaro 1757. Según consta en los estudios realizado por el Doctor en Historia del Arte Don José Manuel Moreno Arana. 
Obras de ~: Cristo flagelado, 1759; Cogollo para el altar mayor de la catedral de Jerez, c. 1770 (desapar.); Relieves de la sillería alta del coro de la catedral de Jerez, c. 1778; Trascoro y costados del coro de la catedral de Jerez, c. 1778; Inmaculada Concepción para la catedral de Jerez, 1779; Esculturas de la portada de la sacristía de la catedral de Jerez, c. 1798.
Bibl.: J. L. Repetto Betes, La obra del templo de la Colegial de Jerez de la Frontera, Cádiz, Diputación Provincial, 1978, págs. 245-251; F. Aroca Vicenti, “Aportaciones al retablo del siglo XVIII en la Baja Andalucía: el modelo jerezano”, en Laboratorio de Arte, n.º 10, Sevilla, Universidad, 1997, págs. 233- 250; “La Historia del Arte en Jerez en los siglos XVIII, XIX y XX”, en Historia de Jerez de la Frontera, vol. 3, Cádiz, Diputación Provincial, 1999, págs. 125-130.

## Obras
Entre sus obras destacan muchas de semana santa, así como la virgen Inmaculada de la Catedral de Jerez de la Frontera
- Sagrada Flagelación de Nuestro Señor Jesucristo (Parroquia de Los Descalzos, Jerez de la Frontera).
- María Santísima del perpetuo Socorro (Ermita de Guía, Jerez de la Frontera).
- Inmaculada (Catedral de San Salvador, Jerez de la Frontera).
- San José Obrero (Catedral de San Salvador, Jerez de la Frontera).
- Sudario del Santísimo Cristo de la Viga (Catedral de San Salvador, Jerez de la Frontera).
- San José (Iglesia Prioral, El Puerto de Santa María).
- Cristo de la Columna (Lebrija).
- Jesús Cautivo (Iglesia de la Victoria, Puerto Real).
- San José (Convento de la Caridad, Arcos de la Frontera).
- Ntra. Sra. de la O (Parroquia de Ntra. Sra. de la O) Sanlúcar de Bda.